# Andra svenska Mexikoexpeditionen
Den andra svenska Mexikoexpeditionen genomfördes 1934-1935. Deltagare från Sverige var Sigvald Linné och Gösta Montell.  Efter den lyckade expeditionen 1932 ville man göra en fortsättning och nu var ambitionen även att utföra etnografisk dokumentation och insamling. 

## Expeditionen
Projektet initierades av envoyé C. G. Anderberg och Gerhard Lindblom. Ekonomiskt stöd erhölls från Mexikanska Telefon A.-B. L. M. Ericsson, Mexikanska Tändstickbolaget, Svenska Sällskapet för Antropologi och Geografi (Vegastipendiet), Stiftelsen Lars Hiertas Minnesfond, Svenska-Mexikosällskapet samt direktör A. E. Paulson och överdirektör Björn Prytz. Expeditionen lämnade Stockholm 20 september 1934 och återvände följande år 15 juni. Man inledde med att resa runt i omgivningen och förvärvade då arkeologiska samlingar, bland annat en samling från Chupicuaro i delstaten Guanajuato. Den inköptes i Mexico City och innehöll bland annat lerfigurer och lerkärl.

### De arkeologiska undersökningarna
Utgrävningarna genomfördes huvudsakligen i tre olika områden, Chalchicomula, Teotihuacan och Calpulalpan. I Chalchicomula i delstaten Puebla var en målsättning att hitta kopplingar mellan Teotihuacan och kustområdena i sydöstra Mexiko. Man fick här stor hjälp av ägaren till haciendan de Jalapaxco, Sr. Antonio Trespalacios. Nära Aljojuca undersökte man en jordhög, en så kallad "tetele". Med hjälp av 19 man drogs ett 20 m långt och 3 m brett schakt upp genom högens centrala del och fann på detta sätt 13 gravar i högen. Fynden utgjordes av, förutom skeletten, obsidianknivar och lerkärl. För Linné var knivarna av en okänd (lokal) tidig kultur. Inom ruinområdet vid Aljojuca insamlades markfynd från olika lokaler liksom från Hacienda Tepetitlan.
Den andra platsen som undersöktes var i Teotihuacan ca 200 m. öster om San Francisco Mazapan kyrkan, nära Teotihuacans östra gräns. Sedan tidigare kände man här till spår av skadade huslämningar under ett majsfält. Det visade sig vara ett betydligt större område än de lämningarna som undersöktes 1932. 18 män deltog. Man hann med 140 rum och 3 gårdsplaner (courtyards) men hann inte fastställa hur stort området egentligen var. Här fanns även gravar, en innehöll mer än 200 kärl. I gravmaterialet fann man även korgarbeten, textilier och "incense burners" (rökelsebrännare). En annan fyndkategori var målade masker. Stora delar av material kunde dateras till Aztekisk tid. Linné identifierade en del material som import, bl. a. från Totonacan.
Det tredje utgrävningsområdet var i närheten av staden Calpulalpan i delstaten Tlaxcala. Här köpte man även mycket arkeologiskt material från de lokala bönderna. De danska systrarna Bodil Christensen och Helga Larsen deltog i utgrävningarna. Materialet var av Teotihuacan-typ. Huvuddelen av fynden från grävningarna fördes till Etnografiska museet i Stockholm. Några unika fynd gick till museet i Mexiko.
Porfiric Reyes, som var med 1932, deltog även i den andra expeditionens utgrävningar. Andra deltagare var Thomas Mendoza och Joaquin Oliva.

### De etnografiska studierna
I Tlaxcala fanns ett regemente med soldater vilka tillhörde Yaqui. Här fick de tillfälle att bevittna en pascoladans.
En annan folkgrupp som man besökte var Otomi i San Pablito i bergsområdena i norra delen av Puebla. Otomi visade sina ålderdomliga metoder för papperstillverkning. Mycket textilier insamlades. I staden Pahuatlan, i Puebla fick de bevittna volador spel. De hade stor hjälp av de danska systrarna som hade ett stort kontaktnät och goda kunskaper om de lokala förhållandena. Även amerikanskan Elsie McDougall liksom Edwin A. Paulson bidrog till expeditionen med kontakter, kunskap och föremål.